# Дівчинка на велосипеді
«Дівчинка на велосипеді» — фільм 2013 року.

## Зміст
Італієць Паоло — водій автобуса, який розвозить туристів по Парижу. Його мета: познайомити інших (і себе в тому числі) з французькою столицею. Крім того, у Паоло є й інші плани на життя. Він хоче домогтися любові німецької стюардеси Грети. Здавалося, він уже готовий зробити їй пропозицію руки і серця, якби не дівчина на велосипеді, зустріч з якою назавжди перевертає життя італійця. Чарівна француженка Сесіль — одинока мати, модель. Зустріч з нею не виходить з голови Паоло. При цьому він любить Грету. Тоді його найкращий друг Дерек, британський серцеїд, дає йому фатальну раду…